# 岸和田天神宮

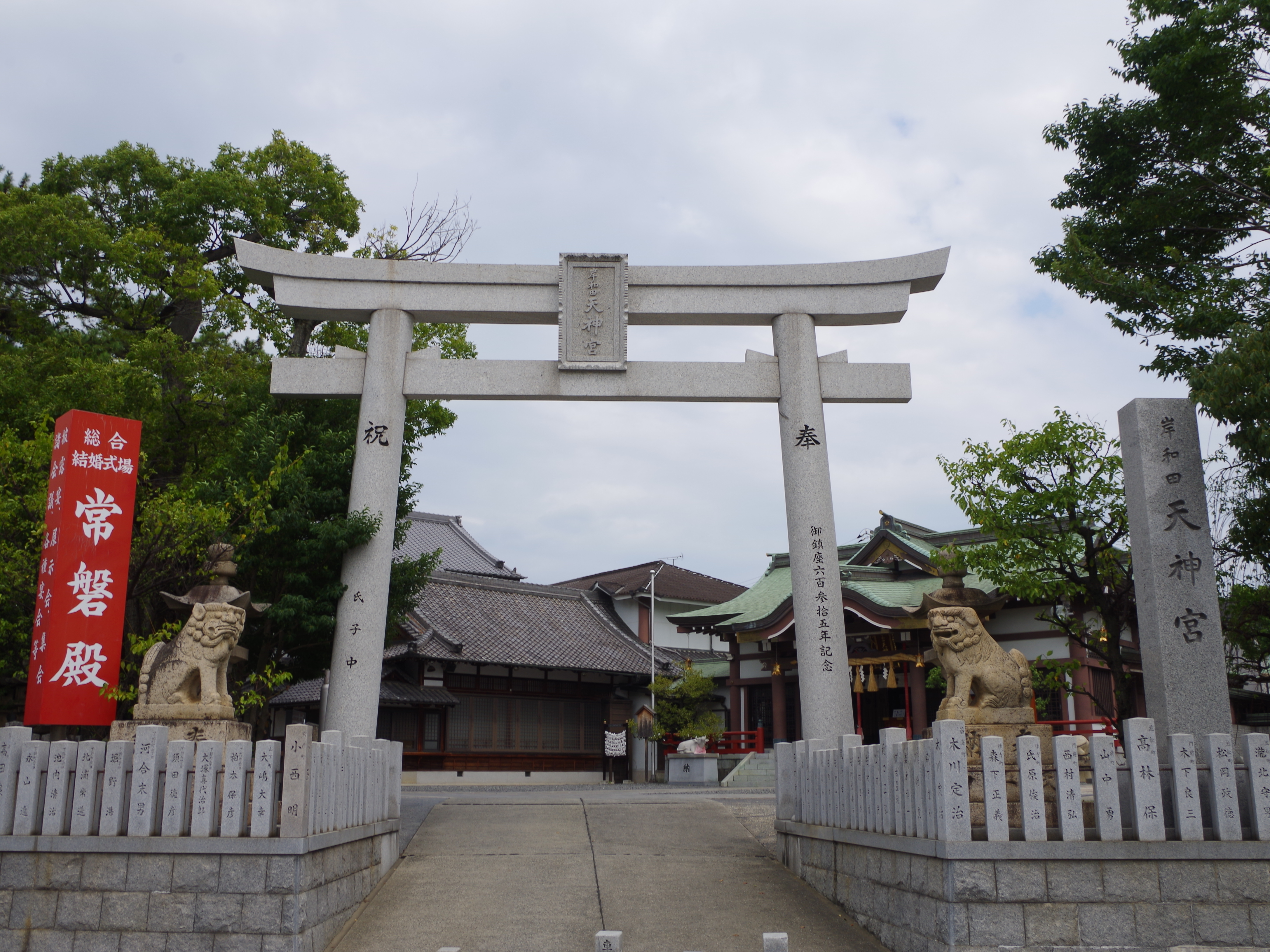
鳥居と拝殿

岸和田天神宮（きしわだてんじんぐう）は、大阪府岸和田市にある神社。元々の地名（沼村）から沼天神（ぬまてんじん）とも呼ばれる。
祇園信仰と天神信仰を併せ持った性格の神社であり、岸和田だんじり祭で宮入りが行われる神社の1つ。

## 概要
南海電鉄岸和田駅の北東脇に鎮座している。
創建は正平17年（1362年）、沼村の村長・沼間将監が父親の病気平癒を京都の八坂神社で祈願し神徳を得たことから、邸内に社殿を創り勧請したことに始まる。
明徳年間（1390年-1394年）からの山名氏・大内氏等による明徳の乱・応永の乱などの争乱に始まり、天正年間（1573年-1592年）に至るまで再三兵火の厄に遭い、社殿・旧記・宝物等一切は焼失したが、村民がその荒廃を嘆き､文禄3年（1594年）に社殿を復興した。
天和3年（1683年）から天神宮としての性格を帯びるようになった。
明治40年-42年（1907年-1909年）に近隣8社を合祀し、氏子町内も拡大した。

## 祭神
- 速須佐之男命
- 菅原道真公

## 境内
- 常盤殿 (ときわでん) - 催事施設[3]

境内社

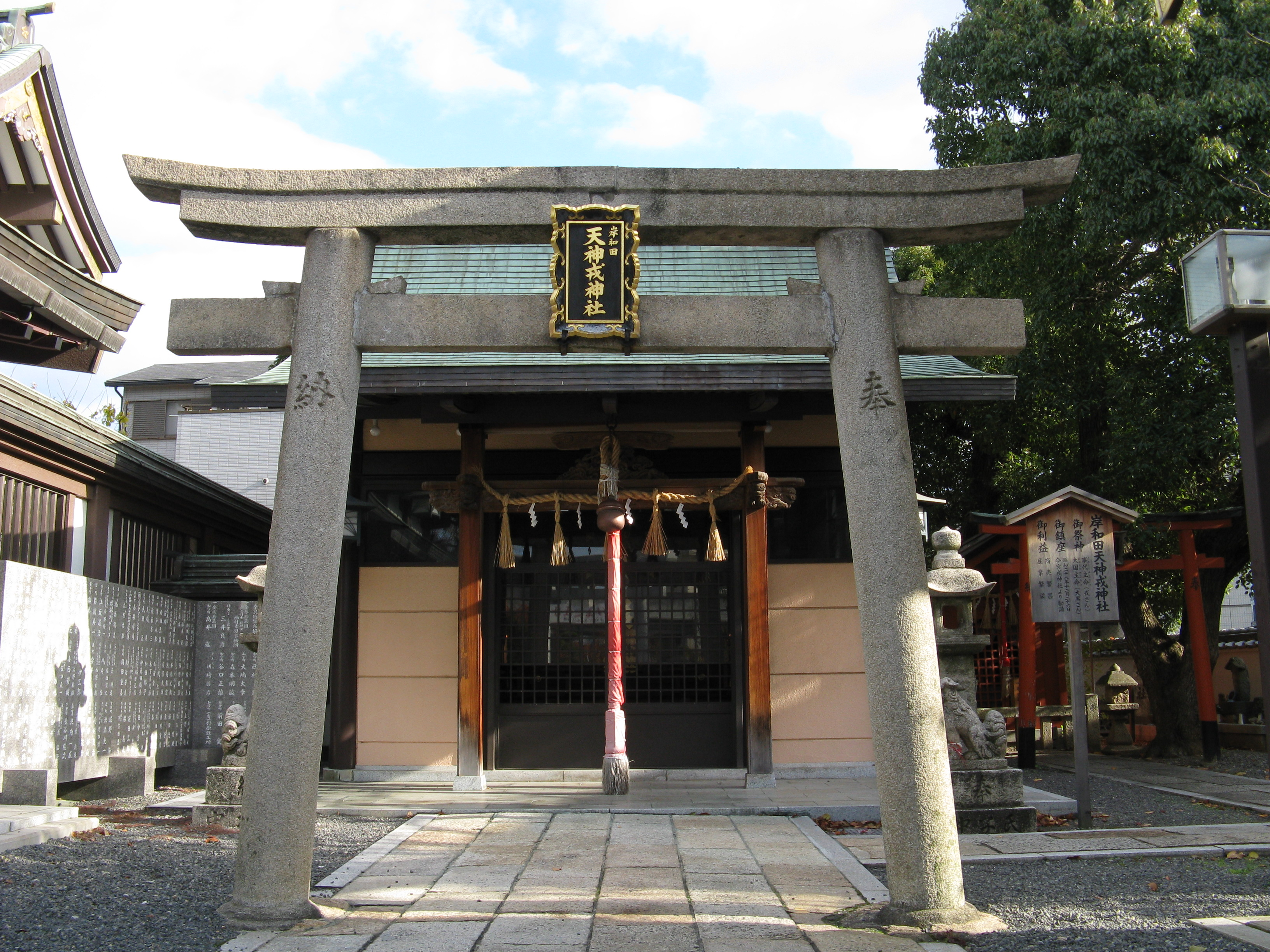
天神戎神社
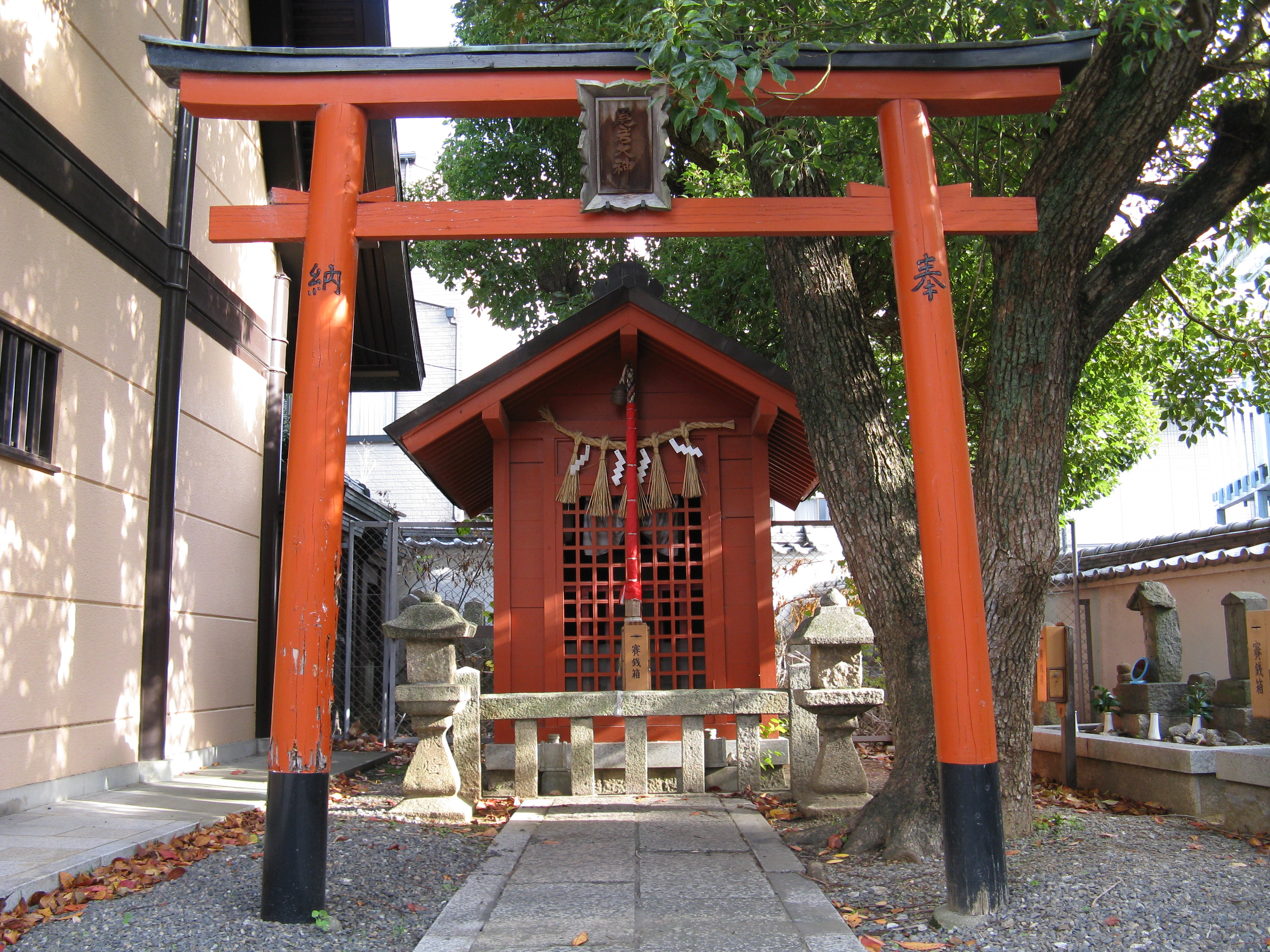
為岩大神 (稲荷神社)

- 天神戎神社
- 為岩大神

## 祭事
- 1月1日 - 歳旦祭
- 1月9日～11日 - 天神戎祭
- 2月3日 - 節分祭
- 3月3日 - 人形供養祭
- 3月下旬午の日　- 稲荷祭
- 4月下旬 - 祈年祭
- 6月30日 - 大祓式
- 7月7日 - 七夕祭
- 7月下旬 - 夏宮祭
- 9月15日 - 例大祭
- (9月敬老の日前日 - 地車祭旧市街地区宮入り)
- (10月体育の日前日 - 山手地区地車宮入り)
- 11月1日～30日 - 七五三参り
- 11月下旬 - 新嘗祭
- 12月31日 - 大祓式